# Coreopsis
- Commons
- Wikispecies

A coreópsis é uma planta que apresenta ramagem densa e ramificada, com folhas espessas e lanceoladas com uma coloração verde vibrante. As flores são diminutas, como em outras plantas da família Asteraceae, e reunidas em capítulos solitários, simples ou semi-dobrados, sobre longos pedúnculos. As pétalas da colora expandida são amarelas ou alaranjadas, largas e com bordas denteadas. O contraste da folhagem com as flores tem grande efeito decorativo.
A floração se estende por todo o ano, em climas quentes, mas é mais abundante no verão. Rústica, tolera solos pobres, secas moderadas, além de ventos fortes e salinidade no solo, tornando-se uma boa escolha em jardins de praia.
Devem ser cultivadas sempre a pleno sol em solo fértil, leve e enriquecido com matéria orgânica para uma boa produção. Apesar de perene, requer reformas bianuais, através do replantio. As regas devem ser regulares. Têm potencial invasivo, podendo tornar-se daninha. Multiplica-se por divisão das touceiras e por sementes.

## Classificação do gênero
| Sistema | Classificação                                 | Referência               |
| ------- | --------------------------------------------- | ------------------------ |
| Linné   | Classe Syngenesia, ordem Polygamia frustranea | Species plantarum (1753) |